# Halowe Mistrzostwa Europy w Lekkoatletyce 2019 – skok o tyczce mężczyzn
Skok o tyczce mężczyzn – jedna z konkurencji technicznych rozgrywanych podczas halowych lekkoatletycznych mistrzostw Europy w hali Emirates Arena w Glasgow.

## Terminarz
| Data    | Godzina |              |
| ------- | ------- | ------------ |
| 1 marca | 19:06   | Kwalifikacje |
| 2 marca | 18:10   | Finał        |

## Statystyka

### Rekordy
Tabela prezentuje halowy rekord świata, rekord Europy w hali, rekord halowych mistrzostw Europy, a także najlepsze osiągnięcia w hali w Europie i na świecie w sezonie 2019 przed rozpoczęciem mistrzostw.
|                                               | Zawodnik          | Wynik | Miejsce          | Data                |
| --------------------------------------------- | ----------------- | ----- | ---------------- | ------------------- |
| Rekord świata                                 | Renaud Lavillenie | 6,16  | Donieck          | 15 lutego 2014(dts) |
| Rekord Europy                                 | Renaud Lavillenie | 6,16  | Donieck          | 15 lutego 2014(dts) |
| Rekord mistrzostw Europy                      | Renaud Lavillenie | 6,04  | Praga            | 7 marca 2015(dts)   |
| Najlepszy wynik na świecie w 2019 roku (hala) | Piotr Lisek       | 5,93  | Clermont-Ferrand | 24 lutego 2019(dts) |
| Najlepszy wynik na świecie w 2019 roku (hala) | Sam Kendricks     | 5,93  | Clermont-Ferrand | 24 lutego 2019(dts) |
| Najlepszy wynik w Europie w 2019 roku (hala)  | Piotr Lisek       | 5,93  | Clermont-Ferrand | 24 lutego 2019(dts) |

### Najlepsze wyniki w Europie
Poniższa tabela przedstawia 10 najlepszych rezultatów na Starym Kontynencie w sezonie 2019 przed rozpoczęciem mistrzostw.

W zestawieniu nie ujęto rosyjskich lekkoatletów zawieszonych z powodu afery dopingowej.
| Pozycja | Zawodnik               | Reprezentacja | Wynik | Data                | Miejsce          |
| ------- | ---------------------- | ------------- | ----- | ------------------- | ---------------- |
| 1.      | Piotr Lisek            | Polska        | 5,93  | 24 lutego(dts) br   | Clermont-Ferrand |
| 2.      | Armand Duplantis       | Szwecja       | 5,92  | 22 lutego(dts) br   | Fayetteville     |
| 3.      | Renaud Lavillenie      | Francja       | 5,82  | 10 stycznia(dts) br | Tignes           |
| 3.      | Melker Svärd Jacobsson | Szwecja       | 5,82  | 10 lutego(dts) br   | Rud              |
| 5.      | Paweł Wojciechowski    | Polska        | 5,80  | 4 lutego(dts) br    | Łódź             |
| 5.      | Claudio Stecchi        | Włochy        | 5,80  | 24 lutego(dts) br   | Clermont-Ferrand |
| 7.      | Emanuil Karalis        | Grecja        | 5,75  | 2 lutego(dts) br    | Mondeville       |
| 8.      | Sondre Guttormsen      | Norwegia      | 5,73  | 8 lutego(dts) br    | Albuquerque      |
| 9.      | Axel Chapelle          | Francja       | 5,71  | 12 stycznia(dts) br | Orlean           |
| 9.      | Alioune Sene           | Francja       | 5,71  | 12 stycznia(dts) br | Orlean           |

Pogrubioną czcionką oznaczono zawodników, którzy wystartowali na mistrzostwach.

## Rezultaty

### Kwalifikacje
Do kwalifikacji przystąpiło 14 skoczków. Awans do finału dawało osiągnięcie wysokości 5,80 (Q) lub zajęcie jednego z pierwszych ośmiu miejsc (q).
Opracowano na podstawie materiału źródłowego.
| Poz. | Zawodnik               | Reprezentacja                      | 5,20 | 5,35 | 5,50 | 5,60 | 5,70 | Rezultat | Uwagi |
| ---- | ---------------------- | ---------------------------------- | ---- | ---- | ---- | ---- | ---- | -------- | ----- |
| 1.   | Emanuil Karalis        | Grecja                             | –    | –    | o    | o    | o    | 5,70     | q     |
| 1.   | Piotr Lisek            | Polska                             | –    | –    | o    | o    | o    | 5,70     | q     |
| 3.   | Sondre Guttormsen      | Norwegia                           | –    | xo   | o    | o    | o    | 5,70     | q     |
| 4.   | Bo Kanda Lita Baehre   | Niemcy                             | –    | o    | xxo  | o    | o    | 5,70     | q, =  |
| 5.   | Claudio Stecchi        | Włochy                             | –    | –    | o    | o    | xo   | 5,70     | q     |
| 6.   | Gieorgij Gorochow      | Autoryzowani lekkoatleci neutralni | –    | o    | xo   | o    | xo   | 5,70     | q, =  |
| 6.   | Melker Svärd Jacobsson | Szwecja                            | –    | o    | –    | xo   | xo   | 5,70     | q     |
| 8.   | Konstandinos Filipidis | Grecja                             | –    | o    | o    | o    | xx-  | 5,60     | q     |
| 8.   | Paweł Wojciechowski    | Polska                             | –    | o    | o    | o    | xx-  | 5,60     | q     |
| 10.  | Axel Chapelle          | Francja                            | –    | –    | o    | x-   | xx   | 5,50     |       |
| 10.  | Robert Sobera          | Polska                             | –    | o    | o    | x-   | xx   | 5,50     |       |
| 12.  | Ivan Horvat            | Chorwacja                          | o    | o    | xxx  |      |      | 5,35     |       |
| 13.  | Matěj Ščerba           | Czechy                             | xo   | xo   | xxx  |      |      | 5,35     |       |
| 14.  | Alioune Sene           | Francja                            | –    | xxo  | xxx  |      |      | 5,35     |       |

### Finał
Opracowano na podstawie materiału źródłowego.
| Poz. | Zawodnik               | Reprezentacja                      | 5,30 | 5,45 | 5,55 | 5,65 | 5,75 | 5,80 | 5,85 | 5,90 | 5,95 | Rezultat | Uwagi |
| ---- | ---------------------- | ---------------------------------- | ---- | ---- | ---- | ---- | ---- | ---- | ---- | ---- | ---- | -------- | ----- |
| 01 ! | Paweł Wojciechowski    | Polska                             | o    | o    | o    | xxo  | xo   | o    | x-   | xo   | xxx  | 5,90     | PB    |
| 02 ! | Piotr Lisek            | Polska                             | –    | o    | –    | o    | o    | o    | o    | xx-  | x    | 5,85     |       |
| 03 ! | Melker Svärd Jacobsson | Szwecja                            | –    | –    | xxo  | –    | xxo  | x-   | xx   |      |      | 5,75     |       |
| 4.   | Emanuil Karalis        | Grecja                             | –    | –    | o    | o    | xxx  |      |      |      |      | 5,65     |       |
| 4.   | Claudio Stecchi        | Włochy                             | –    | –    | o    | o    | xxx  |      |      |      |      | 5,65     |       |
| 6.   | Sondre Guttormsen      | Norwegia                           | xo   | o    | o    | xxx  |      |      |      |      |      | 5,55     |       |
| 7.   | Bo Kanda Lita Baehre   | Niemcy                             | –    | o    | xo   | xxx  |      |      |      |      |      | 5,55     |       |
| 8.   | Gieorgij Gorochow      | Autoryzowani lekkoatleci neutralni | o    | –    | xxo  | xxx  |      |      |      |      |      | 5,55     |       |
| –    | Konstandinos Filipidis | Grecja                             | –    | xxx  |      |      |      |      |      |      |      | NM       |       |